# 映像実演権利者合同機構
一般社団法人映像実演権利者合同機構（えいぞうじつえんけんりしゃごうどうきこう、Performers' Rights Entrustment）は、放送番組のビデオ化による使用料などを実演家著作隣接権センターなどから受領し、実演権利者に分配する業務を行う団体。略称「PRE（プレ）」。代表理事は浅原恒男(公益社団法人日本俳優協会事務局長)。

## 概要
協同組合日本俳優連合など、映像実演に関係する15団体によって2001年4月6日設立された。
2001年6月中旬から、法律で必要とされている実演権利者からの実演二次利用に伴う委任を受ける業務を開始。2005年12月、有限責任中間法人となり、2009年8月、一般社団法人となる。日本芸能実演家団体協議会の賛助会員、映像コンテンツ権利処理機構の社員。
2012年5月1日現在、委任者数は37,187名、委任者所属事務所は1,671事務所。

## 業務内容
放送番組のビデオ化やインターネット配信、番組販売、部分利用などにともなう目的外使用料やレンタルCDなどの使用料、商業用レコード2次使用料、私的録音補償金・私的録画補償金などを実演家著作隣接権センターや放送局などから受領し、委任を受けた実演権利者に年2回分配する業務を行う。分配を受けるためには、委託申請をする必要がある。
また、映像実演の権利と利用流通の普及を目的に、広報誌『季刊PRE』の発行やホームページによる情報発信、PREセミナー・シンポジウムの開催を行っている。

## 社員
- 公益社団法人日本俳優協会
- 公益社団法人能楽協会
- 社団法人日本映画俳優協会
- 社団法人日本喜劇人協会
- 公益社団法人日本劇団協議会
- 日本新劇俳優協会
- 協同組合日本俳優連合
- 名古屋放送芸能家協議会
- 関西俳優協議会
- 日本人形劇人協会
- 一般社団法人日本芸能マネージメント事業者協会
- 一般社団法人日本モデルエージェンシー協会